# Nel silenzio
Nel silenzio è il quinto singolo dei Lost da XD, primo estratto nella nuova versione da Lost live@MTV uscito il 7 novembre 2008.

## Video
il video inizialmente è stato girato nell'avveniristica cornice del Museo Oceanografico di Valencia, per la prima volta chiuso al pubblico per 3 giorni per permettere le riprese di un clip musicale.

## Classifiche
- Hitlist Italia / Trl: nº 1
- Download digital: nº 1